# サント＝コロンブ (作曲家)
ムッシュ・ド・サント＝コロンブ（Monsieur de Sainte-Colombe）は、フランス・バロック音楽の作曲家・ヴィオール奏者。著名な音楽家として名声を博したにもかかわらず、実名や生没年はおろか、生地や家庭についてはほとんど何も知られていない。従ってその生涯についても不明である。おそらくリヨンかブルゴーニュの小貴族の出自ではないかとも言われている。1630年〜1640年に生まれて、1690年〜1700年に死去したジャン・ド・サント＝コロンブ（Jean de Sainte-Colombe）がこの人物であるとされている。
サント＝コロンブについては一握りの同時代の文献が残っているだけであり、その一つによると、バス・ヴィオールに第7弦を加えるという発明をしたのが、彼であるという。たぶん元々アマチュア演奏家であり、王宮とのつながりもなかったが、1680年になるまでに、ヴィオール演奏の巨匠として幅広く認められるようになった。
門人に、ダノヴィル、デフォンテーヌ、メリトン、マラン・マレーらがおり、ジャン・ルソーはサント＝コロンブがヴィオール奏法の至芸を「完成させた」と述べている。サント＝コロンブは自宅で二人の愛娘とともに音楽会を催していたと伝えられ、おそらくわが子にも音楽を指導したものと思われる。息子のJean de Sainte-Colombe le filsはイギリスに渡ってダラムで活動した。
現存する作品は、67曲の「2台のヴィオールのための合奏曲"Concerts à deux violes esgales" 」他、177曲の独奏曲が筆写譜として残されている。